# Ishbel Maria Hamilton-Gordon

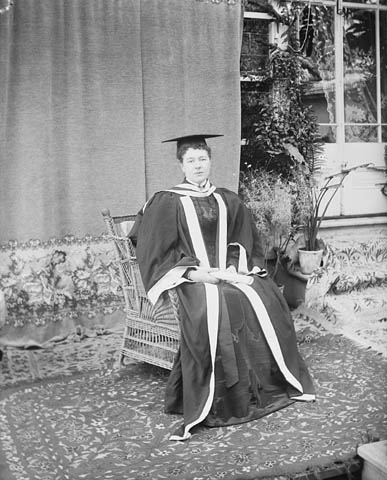
Ishbel Maria Hamilton-Gordon anlässlich der Verleihung der Ehrendoktorwürde 1897. Fotografie von William James Topley (1845–1930)

Ishbel Maria Hamilton-Gordon, Marchioness of Aberdeen and Temair, GBE, geb. Majoribanks (* 15. März 1857 in London; † 18. April 1939 in Aberdeen), war eine schottische Sozialreformerin und Frauenrechtlerin.

## Leben
Ishbel wurde als Tochter von Dudley Marjoribanks, 1. Baron Tweedmouth und Isabella Weir-Hogg geboren. 1877 heiratete sie in der St. George’s Church am Hanover Square in London den demokratischen Politiker John Hamilton-Gordon, 7. Earl of Aberdeen. Ihr Ehemann war von 1893 bis 1898 Generalgouverneur von Kanada, 1886 und 1905 bis 1915 Lord Lieutenant of Ireland und wurde 1916 zum Marquess of Aberdeen and Temair erhoben. Als dessen Gattin führte sie von 1877 bis 1916 den Höflichkeitstitel Countess Aberdeen und ab 1916 den Höflichkeitstitel Marchioness of Aberdeen and Temair. Das Paar hatte fünf Kinder: George (1879–1965), Marjorie Adeline (1880–1970), Dorothea Mary (*/† 1882), Dudley Gladstone (1883–1972) und Archibald Ian (1884–1909).
1886, während ihres Aufenthaltes in Irland als Frau des Lord Lieutenant of Ireland, gründete Ishbel Hamilton-Gordon die Woman’s National Health Association.
Sie gründete 1888 zusammen mit Henrietta Muir Edwards, Susan B. Anthony, May Wright Sewall und anderen Frauen der Suffragetten-Bewegung den Internationalen Frauenrat (ICW), dessen erste Präsidentin sie zwischen 1893 und 1936 war, wenn auch mit zwei mehrjährigen Unterbrechungen zur Erholung.
Zwischen 1893 und 1898 lebte Ishbel Hamilton-Gordon in Kanada und gründete 1897 den Victorian Order of Nurses (VON). Ihr Hauptanliegen galt dabei vor allem der Gesundheit von Frauen in den entlegenen Teilen Kanadas und dem Kampf gegen Tuberkulose. Auch im Ersten Weltkrieg (1914–1918) spielte der VON. eine bedeutende Rolle auf alliierter Seite. Heute gilt VON als die größte kanadische Hilfsorganisation. Die kanadische Regierung, vertreten durch den für das Historic Sites and Monuments Board of Canada zuständigen Minister, ehrte Lady Aberdeen am 15. November 1979 für ihr Wirken im Zusammenhang mit der Gründung des National Council of Women of Canada sowie des VON und erklärte sie zu einer „Person von nationaler historischer Bedeutung“.
Ab 1904 engagierte sie sich für das Frauenwahlrecht und ab den 1930er Jahren für die Ernennung von Frauen in höhere Positionen der Church of Scotland.

## Auszeichnungen
- Freedom of Limerick, 1894
- Als erste Frau erhielt Ishbel Maria Hamilton-Gordon die Ehrendoktorwürde der Juristischen Fakultät der Queen’s University of Kingston, Ontario, 1897
- Freedom of Edinburgh, 1928
- Dame Grand Cross des Order of the British Empire (GBE), 1931
- Benennung mehrerer Straßen, Plätze und öffentlicher Einrichtungen in Kanada nach Ishbel Maria Hamilton-Gordon
- „Lady Aberdeen“, eine Rosenzüchtung des May Court Clubs of Canada zu Ehren seiner Gründerin, 2001

## Werk
- Encouragement of Home Industries. In: The Congress of Women: Held in the Woman’s Building, World’s Columbian Exposition. Chicago, USA, 1893
- Women in Profession Being the Professional Section of the International Congress of Women. Neudruck, Xlibris 2008, ISBN 978-0-559-24046-1
- Through Canada with a Kodak. W.H. White, Edinburgh 1893, Neudruck 1994
- Ireland’s Crusade against Tuberculosis. 3 Bd., Maunsel & Co., Dublin 1908
- The Canadian Journal of Lady Aberdeen, 1893-1898. John T. Saywell (Hrsg.), Champlain Society, Toronto 1960
- The Journal of Lady Aberdeen. The Okanagan Valley in the Nineties. Middleton, R.M. (Hrsg.), Morriss Publishing, Victoria B.C., Canada, 1986